# Fabiano Josué de Souza Silva
Fabiano Jousé de Souza Silva, noto semplicemente come Fabiano (Presidente Prudente, 14 marzo 2000), è un calciatore brasiliano, difensore del Ceará in prestito dal Moreirense.

## Caratteristiche tecniche
È un terzino destro.

## Carriera
Cresciuto nei settori giovanili di Penapolense e Linense, nel 2018 viene acquistato dal Braga, che dopo una stagione nel settore giovanile lo aggrega alla squadra B; fa il suo esordio nel Campeonato de Portugal il 17 agosto 2019 in occasione dell'incontro vinto 2-0 contro il Chaves B. Nel luglio seguente viene aggregato con più frequenza alla prima squadra, debuttando nel match casalingo vinto 4-0 contro il Desp. Aves.
Al termine della stagione viene ceduto in prestito all'Académica.

## Statistiche

### Presenze e reti nei club
Statistiche aggiornate al 31 luglio 2021.
| Stagione        | Squadra         | Campionato      | Campionato | Campionato | Coppe nazionali | Coppe nazionali | Coppe nazionali | Coppe continentali | Coppe continentali | Coppe continentali | Altre coppe | Altre coppe | Altre coppe | Totale | Totale |
| Stagione        | Squadra         | Comp            | Pres       | Reti       | Comp            | Pres            | Reti            | Comp               | Pres               | Reti               | Comp        | Pres        | Reti        | Pres   | Reti   |
| --------------- | --------------- | --------------- | ---------- | ---------- | --------------- | --------------- | --------------- | ------------------ | ------------------ | ------------------ | ----------- | ----------- | ----------- | ------ | ------ |
| 2017            | Penapolense     |                 | -          | -          |                 | -               | -               |                    | -                  | -                  | CP          | 10          | 0           | 10     | 0      |
| 2019-2020       | Braga B         | CdP             | 21         | 1          |                 | -               | -               |                    | -                  | -                  |             | -           | -           | 21     | 1      |
| 2020-2021       | Braga B         | CdP             | 1          | 0          |                 | -               | -               |                    | -                  | -                  |             | -           | -           | 1      | 0      |
| 2019-2020       | Braga           | PL              | 2          | 0          | CP+CdL          | 0               | 0               |                    | -                  | -                  |             | -           | -           | 2      | 0      |
| 2020-2021       | Académica       | LdH             | 25         | 1          | CP+CdL          | 2+0             | 0               |                    | -                  | -                  |             | -           | -           | 27     | 1      |
| 2021-2022       | Braga           | PL              | 3          | 0          | CP+CdL          | 0               | 0               |                    | -                  | -                  | SP          | 1           | 0           | 4      | 0      |
| Totale carriera | Totale carriera | Totale carriera | 52         | 2          |                 | 2               | 0               |                    | -                  | -                  |             | 11          | 0           | 65     | 2      |

## Palmarès

### Club
- Campeonato Cearense: 1

Ceará: 2025